# Maxchernes
Genre
Maxchernes est un genre de pseudoscorpions de la famille des Chernetidae.

## Distribution
Les espèces de ce genre se rencontrent au Brésil et en Argentine.

## Liste des espèces
Selon Pseudoscorpions of the World (version 3.0) :
- Maxchernes birabeni Feio, 1960
- Maxchernes iporangae Mahnert & Andrade, 1998
- Maxchernes plaumanni Beier, 1974

et décrites depuis :
- Maxchernes kapinawai Bedoya-Roqueme, Tizo-Pedroso, Barbier & Araujo-Lira, 2022

## Systématique et taxinomie
Ce genre a été décrit par Feio en 1960 dans les Chernetidae.

## Étymologie
Ce genre est nommé en l'honneur de Max Birabén.

## Publication originale
- Feio, 1960 : « Consideraciones sobre Chernetinae con la descripcion de Maxchernes birabeni genero y especies neuvos (Arachnida, Pseudoscorpiones). » Neotropica, vol. 5, p. 71-82.